# 摩羯座BB
摩羯座BB是一顆位於摩羯座附近的聯星系統，距離地球約24.3光年。